# Eleccions presidencials belarusses de 2006
Les eleccions presidencials de 2006 van tenir lloc a Belarús el 19 de març de 2006. El resultat va ser una victòria pel ja president Aleksandr Lukaixenko, que va rebre el 84,4% dels vots. No obstant això, els observadors occidentals van considerar que les eleccions no havien estat prou transparent o democràtiques. L'Organització per a la Seguretat i la Cooperació a Europa (OSCE) va declarar que les eleccions "no va complir amb els compromisos de l'OSCE per a les eleccions democràtiques". Per contra, els observadors electorals de la Comunitat d'Estats Independents (CEI) va descriure la votació com oberta i transparent. Hi van participar 1.235 observadors internacionals procedents de 50 països.
El 31.3% dels que podien votar ho van fer de manera anticipada entre els dies 14 i 18 de març de 2006, mentre que el 52.7% ho van fer en el dia de les eleccions.